# 麦克斯堪萨斯城
麦克斯堪萨斯城是纽约市公园大道南213号的一家夜总会和餐厅，在20世纪60年代和70年代，这里成为音乐家、诗人、艺术家和政治家的聚会场所。它于1965年12月由米基·拉斯金（1933–1983）开放，1981年关闭。

## 历史
麦克斯堪萨斯城很快成为约翰·张伯伦、罗伯特·劳森伯格 和拉里·里弗斯 等纽约学派艺术家和雕塑家的首选聚会场所，他们的出现吸引了时尚名人和富豪。 尼尔·威廉姆斯,拉里·佐克斯,福雷斯特·迈尔斯,拉里·潘斯,布赖斯·马登,鲍勃·诺沃斯,丹·克里斯滕森,罗尼·兰德菲尔德,郑清浩,理查德·伯恩斯坦,彼得·雷吉纳托,卡尔·安德烈,丹·格雷厄姆,劳伦斯·韦纳,罗伯特·史密森,约瑟夫科苏斯、布里吉德·柏林、维瓦、伊迪·塞奇威克、大卫·R·普伦蒂斯、罗伊·利希滕斯坦、彼得·福拉基斯、彼得·杨、马克·迪·苏韦罗、拉里·贝尔、唐纳德·贾德、丹·弗拉文、理查德·塞拉、李·洛萨诺、卡洛斯·维拉、杰克·惠顿、爱德华莱芬威尔,菲利普·格拉斯,马克斯·诺伊豪斯,雷·约翰逊,马尔科姆·莫利,洛蒂·戈尔登,玛乔丽·斯特赖德,爱德华·艾维迪西安,卡罗莉·施尼曼,多萝西娅·洛克伯恩,诺曼·布卢姆,肯尼思·肖维尔,罗伯特·特克斯·雷,约翰·格里芬,科莱特·贾斯汀,莱诺尔·贾菲,塔利·布朗等只是 经常出现的一些艺术家。威廉·德·库宁、巴尼特·纽曼、亨利·格尔扎勒、艺术评论家露西·利帕德、罗伯特·休斯、克莱门特·格林伯格和哈罗德·罗森伯格、艺术品经销商利奥·卡斯泰利和大卫·惠特尼（其画廊就在街对面）、 作家莉莲·罗克森、 
这也是安迪·沃霍尔和他的随行人员最喜欢去的地方，他们占据了后面的房间。地下丝绒乐队经常在那里演出，包括 1970 年夏天卢·里德退出乐队之前，他们与他一起进行的最后一场演出。这里是华丽摇滚乐界的大本营，其中包括马克·博兰 、大卫·鲍伊 、伊基·波普 、卢·里德、爱丽丝·库珀 、纽约娃娃 、杰恩县 、多里安·零  和魔术流浪汉。虽然她的乐队直到俱乐部第二代才在那里演出，但从 1969 年到 1970 年代初，帕蒂·史密斯 (Patti Smith)和她的男友、艺术家罗伯特·梅普尔索普 几乎每晚都来 Max's，直到 Max's 开始预订朋克摇滚乐队。  1974 年元旦，史密斯和吉他手伦尼·凯也曾在那里以二重奏的形式为菲尔·奥克斯 开场表演。 许多乐队很早就在那里亮相。布鲁斯·斯普林斯汀在 1972 年夏天演奏了一套原声独奏 1973年11月6日、7日和8日他还在俱乐部打过几场比赛。 鲍勃·马利和哭泣者乐队在马克斯酒吧 为布鲁斯·斯普林斯汀 开场演出，开启了马利在国际巡回演出中的职业生涯。 加兰·杰弗里斯 、西尔维娅·泰森、埃米卢·哈里斯 、格拉姆·帕森斯、埃利奥特·墨菲等音乐家也曾在那里演奏。 时装设计师卡洛斯·法尔奇是一名服务员， 艺术家、出版商和电影制作人安东·佩里奇也是如此。 黛博拉·哈利是那里的一名女服务员。 
到1974年底，作品在艺术人群中失去了人气，魅力时代也在衰落。这家具有传奇色彩的机构于当年12月关闭。埃德·科赫后来在大楼里设立了一个竞选办公室。2015年，摄影师在她的书《朋克、诗人和挑衅者——纽约市坏男孩——1977年至1982年》中记录了那里的人们。

### 米基·罗斯金
从康奈尔大学法学院毕业后不久，米基·拉斯金开设了第十街咖啡馆，以每晚诗歌朗诵会为特色。他的下一个目标是开设一家名为 第九圈牛排馆的酒吧，这是西 10 街艺术家和音乐家的聚会场所。在开设 堪萨斯城后，他又开设了类似的餐厅，包括：朗维尤乡村俱乐部，位于 19 街和公园大道南交汇处斜对面，在上东区，但他们做得并不好。他的下一个俱乐部是他与合伙人理查德·桑德斯在韦弗利广场开设的。桑德斯保留了现场，米奇则前往位于翠贝卡钱伯斯街的曼哈顿下城海洋俱乐部。 罗斯金的最后一家企业是中国机会，这是他与合伙人桑德斯共同开设的酒吧兼餐厅，位于格林威治村大学广场1号。法国作曲家邓肯·杨格曼  和诗人兼邮件艺术家亚当·查诺夫斯基 都曾在那里当过服务员。劳伦·赫顿、艾伦·巴金、杰拉德·马兰加 、乔·杰克逊、乔尼·米切尔 、尼科、大卫·鲍伊 和其他许多曼哈顿下城的名人都曾在那里闲逛，还有以前经常光顾的艺术家 拉斯金于1983年5月16日在纽约市去世，享年50岁

### 麦克斯二世
马克斯的堪萨斯城于1975年重新开放，由汤米·迪恩·米尔斯所有，他最初认为自己会把它变成迪斯科舞厅。彼得·克劳利一直在预订西23街同性恋酒吧妈妈乐队相同的早期朋克乐队，他被雇来预订的乐队。
在克劳利的指导下，俱乐部成为朋克的发源地之一，定期邀请乐队（他们都出现在合辑《1976堪萨斯城 》中  ）、纽约娃娃乐队、帕蒂·史密斯乐队、雷蒙斯乐队、腮腺炎乐队、伤心者乐队、电视、金发女郎、狙击手、独裁者乐队、痉挛乐队、明克·德维尔、不合时宜的乐队、小安妮、以及外地乐队，如 1977 年，该建筑幸存下来，并于 2010 年被发现设有一家韩国熟食店。 

### 麦克斯三世
1998 年 1 月 27 日，米尔斯在新址——西 52 街 240 号——前孤星路屋 旧址上重新开放了俱乐部。  然而，开业后不久就关门了。
由于拉斯金的遗孀伊冯娜·休厄尔-拉斯金 提起诉讼，开业时间被推迟，她声称自己拥有商标，并获得了临时限制令以阻止使用该名称。 

### 后果
2000 年，米奇·罗斯金的远房表弟创立的制作公司开始与维多利亚·罗斯金（米奇·罗斯金的女儿）合作制作一部关于米奇·罗斯金及其众多机构的长篇纪录片，其中包括马克斯的堪萨斯城。
2001 年， 建立了堪萨斯城项目，以纪念她已故的丈夫。本着拉斯金帮助有需要的艺术家的理念的精神，该项目是一个非营利组织，为处于危机中的艺术界人士提供紧急资金和资源。该非营利组织还致力于通过艺术赋予青少年权力。 
伊冯还计划在麦克斯的口述历史《叛逆高涨》之后制作一部关于麦克斯堪萨斯城历史的纪录片，该纪录片于 1998 年 出版，目前推出电子书。

## 进一步阅读
- 托尼·温伯格 ，麦克斯的堪萨斯城故事(1971) Bobbs-Merrill [1971] 美国国会图书馆索书号：PS3573。 E393 M3
- 史蒂文·卡舍尔《马克斯的堪萨斯城：艺术、魅力、摇滚》 (2010) Abrams Image、ISBN 0-8109-9597-2 。